# تشين بولين
تشين بولين (الصينية المبسطة: 陈柏霖 ؛ الصينية التقليدية: 陳柏霖 ؛ بينيين: شين بولين ؛ الكانتونية ييل: تشان باك لام ، من مواليد 27 أغسطس 1983) ممثل تايواني.

## روابط خارجية
- تشين بولين على موقع IMDb (الإنجليزية)
- تشين بولين على موقع ميوزك برينز (الإنجليزية)
- تشين بولين على موقع قاعدة بيانات الفيلم (الإنجليزية)